# Sociedad laboral
Una sociedad laboral es una empresa propiedad en su mayor parte de sus trabajadores. Son empresas privadas mercantiles que se distinguen por presentar un carácter laboralista.
Esta figura jurídica existe en España y existe un proyecto para México. Rasgos comunes a ambos países es que:   
- Los trabajadores han de participar con más del 50% del capital social,
- Ningún socio-trabajador puede tener más de 1/3 del capital social.

En España, las sociedades laborales se agrupan en las diversas organizaciones territoriales de la Federación Empresarial de Sociedades Laborales y Empresas Participadas de España (LABORPAR)

## Sociedades laborales en el mundo
- Sociedad laboral (España)
- Sociedad laboral (México)

- Datos: Q6131076